# Ірландська Вільна держава

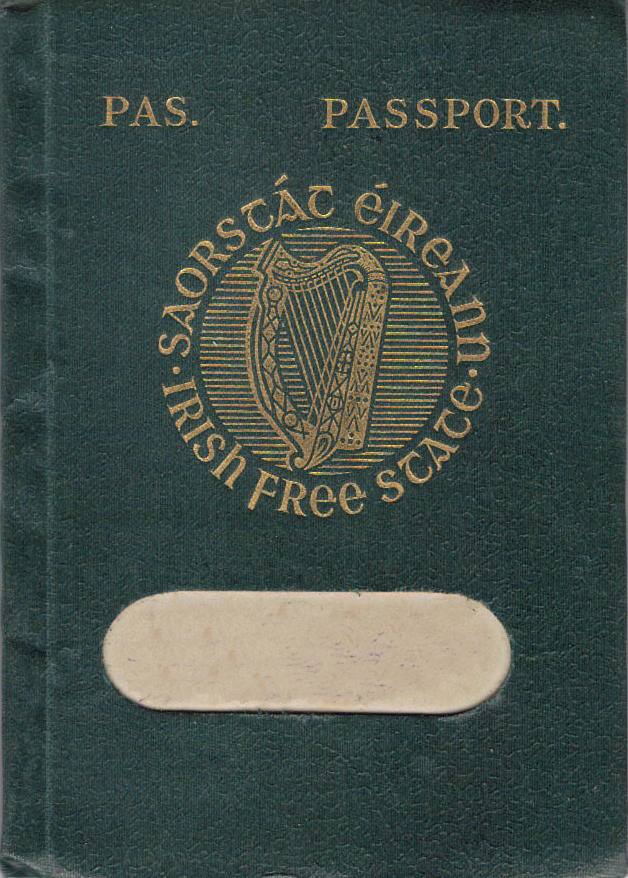
Паспорт Ірландської Вільної держави (ім'я власника видалено)

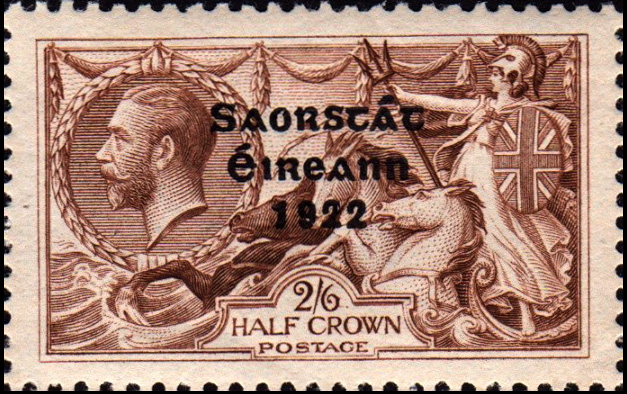
Наддрукована марка

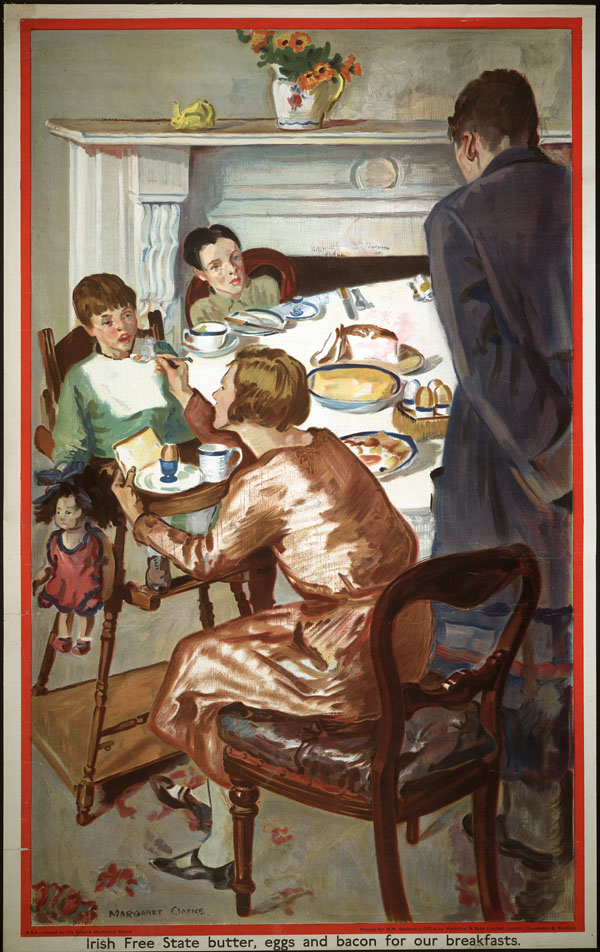
Плакат, що рекламує товари з ферм Ірландської Вільної держави на сніданок канадцям («Олія, яйця та бекон з Ірландської Вільної держави на наші сніданки»))

Ірландська Вільна держава (англ. Irish Free State, ірл. Saorstát Éireann ірландська: [ˈsˠiːɾˠsˠt̪ˠaːt̪ˠ ˈeːɾʲən̪ˠ]) — держава-домініон, яка існувала на території сучасної Республіки Ірландія з 1922 по 1937 роки та є її попередником.

## Історія
Ірландська Вільна держава була створена 6 грудня 1922 згідно з англо-ірландським договором підписаним в Лондоні, між представниками Великої Британії та Ірландської Республіки. Договір набув чинності 6 грудня 1922. Вільна держава вийшла з-під контролю Великої Британії, але залишилася в особистій унії з Британією. 
На час створення охоплювала всю територію острова Ірландія, але Північна Ірландія вже наступного дня скористалася закріпленим у договорі правом на відокремлення і звернулася до короля з проханням зробити так, аби «повноваження парламенту й уряду Ірландської Вільної держави більш не поширювалися на Північну Ірландію». 8 грудня Північна Ірландія офіційно відокремилася від решти Ірландії.
Ірландська Вільна держава офіційно припинила існування 29 грудня 1937 після ухвалення нової конституції, що послугувала кардинальним етапом перетворення домініону в сучасну Ірландію. Ірландська Вільна держава перейменована в Ірландію. 
У роки Другої світової війни Ірландія зберігала нейтралітет.
В 1949 році Ірландія стала Республікою Ірландія та вийшла зі складу Співдружності, що було формальним скасуванням британської влади. У 1985 році було підписано Англо-Ірландську угоду.

## Нотатки
1. ↑  Сполучене Королівство та Ірландська Вільна держава вважали одна одну державами з рівним статусом у Британській імперії. Однак для інших суверенних держав (тобто Сполучених Штатів, Франції, Бразилії, Японії, Ефіопії тощо) та міжнародної спільноти в цілому (тобто Ліги Націй) термін домініон був дуже неоднозначним. На момент заснування Ліги Націй у 1924 році Угода Ліги передбачала допуск будь-якої «повністю самоврядної держави, домініону або колонії», маючи на увазі, що «статус домініону був чимось середнім між статусому колонії і держави"
2. ↑  Вестмінстерський статут 1931 розвіює двозначність для міжнародної спільноти, оскільки три британські домініони (Ірландська Вільна держава, Канада та Південно-Африканський Союз) були визнані самостійними суверенними державами. На відміну від того, що сталося в Австралії в 1942 та Новій Зеландії в 1947, весь статут було застосовано до Домініону Канади, Ірландської Вільної держави та Південно-Африканського Союзу без необхідності будь-яких актів ратифікації
3. ↑  Національна мова
4. ↑  Співофіційна та найпоширеніша мова